# جورج مكنيل (لاعب غولف)
جورج مكنيل (بالإنجليزية: George McNeill)‏ هو لاعب غولف أمريكي، ولد في 2 أكتوبر 1975 في نيبلز في الولايات المتحدة.

## وصلات خارجية
- جورج مكنيل على موقع رابطة لاعبي الغولف المحترفين (الإنجليزية)
- جورج مكنيل على موقع التصنيف العالمي الرسمي للغولف (الإنجليزية)